# Bogdaszów
Bogdaszów (ukr. Богдашів, Bohdasziw) – wieś na Ukrainie, w obwodzie rówieńskim, w rejonie rówieńskim, w hromadzie Zdołbunów. W 2023 liczyła 1200 mieszkańców.
W okresie międzywojennym wieś znajdowała się w granicach II RP, wchodząc w skład gminy Równe w powiecie rówieńskim, w województwie wołyńskim.